# Épée d'or de la bravoure
L'Épée d'or de la bravoure (en russe :  Золотое оружие За храбрость), est récompense russe attribuée pour faits de bravoure lors des combats. 

## Historique
Instituée à deux grades le 27 juillet 1720 par Pierre le Grand, elle est reclassée d'ordre public en 1807 et supprimée en 1917. De 1913 à 1917 elle est rebaptisée épée de Saint George (Георгиевское оружие) et considérée comme l'un des grades de l'ordre de Saint-Georges.

## Récipiendaires
- Stepan Andreïevski
- Iegor Andreïevitch Akhte
- Alexandre von Kaulbars
- Levin August von Bennigsen
- Bernhard Magnus Berg
- Adam von Bistram
- Vassili Davydov
- Alexandre Souvorov
- Mikhaïl Koutouzov
- Pyotr Bagration
- Nikolaï Grigorievitch Chtcherbatov
- Peter Wittgenstein
- Dmitri Lvovitch Ignatiev
- Ivan Paskevich
- Hans Karl von Diebitsch
- Alexandre Sergueïevitch Menchikov
- Mikhail Gorchakov
- Demian Vassilievitch Kotchoubeï
- Mikhail Vorontsov
- Nikolaï Mouraviev-Karsski
- Vassili Beboutov
- Daniel Bek-Piroumian
- Mikhaïl Bakhirev
- Friedrich Wilhelm von Berg
- Iegor Petrovitch Tolstoï
- Alexander II
- Alexeï Broussilov
- Dmitri Nikolaïevitch Nadiojny
- Dmitri Pavlovitch Parski
- Anton Denikin
- Alexandre Koltchak
- Pyotr Kitkin
- Alexander III
- Ilya Mikhaïlovitch Douka
- Mikhaïl Andreïevitch Miloradovitch
- Gueorgui Emmanuel
- Piotr Nikolaïevitch Wrangel
- Carl Gustaf Emil Mannerheim
- Mikhaïl Fotievitch Mitkov
- Anatoli Pepeliaïev
- Maciej Sulkiewicz